# Complexe de l’émir Shaykhu al-Umari
La  Mosquée de l’émir Shaykhu al-Umari  est une mosquée et un khanqah de l’émir mamelouk Shaykhu al-Umari au Caire en Égypte. L’édifice, composé de deux bâtiments de part et d’autre de la rue Saliba, fut complété en 1357.
Ahmad al-Maqrîzî décrivit ce monument.

## Voir également
- Architecture mamelouke

## Référence
- (en) D. Behrens-Abouseif, Cairo of the Mamluks, Ed. I.B.Tauris, 2007, p. 191.